# Charley Pride
Charley Pride (Sledge, 18 maart 1934 – Dallas, 12 december 2020) was een Amerikaans zanger. Hij was een van de weinige Afro-Amerikaanse supersterren in de countrymuziek. In zijn tienerjaren speelde hij als professioneel honkballer. Pride overleed in 2020 aan de gevolgen van het coronavirus.

## Biografie
Pride werd geboren in de staat Mississippi als zoon van een arme en strenge katoenboer met anderhalve hectare land in natuurpacht. Zijn eerste gitaar kocht hij op veertienjarige leeftijd voor tien dollar van het geld dat hij als katoenplukker had verdiend. Zijn vader was moreel gekant tegen de cultuur en de teksten in de bluesmuziek en een groot fan van de countrymuziek. Bij de Pride's thuis werd daarom naar het muziekprogramma Grand Ole Opry op The Nashville Network (TNN) gekeken en niet geluisterd naar artiesten als bijvoorbeeld B.B. King. Hierdoor vormden countryartiesten als Roy Acuff, Hank Williams en Ernest Tubb de grote muzikale voorbeelden van de jonge Charley.
Vanaf zijn zestiende speelde hij twee jaar professioneel als honkballer in de Negro American League, voor onder meer de Memphis Red Sox, en diende hij de volgende twee jaar voor het Amerikaanse leger. Hierna speelde hij weer honkbal en werkte hij in een smeltfabriek, tot hij werd ontdekt door de countryartiesten Red Foley en Red Sovine.
Foley en Sovine zorgden ervoor dat hij zijn draai in Nashville vond. Hier kwam hij in contact met de producer Jack Clement die hem onder meer het geld voorschoot om een demo te maken. Ook werd hij de producer van zijn eerste dertien albums. De demo kwam onder de aandacht van Chet Atkins die hem liet horen bij RCA Records. Het label tekende het platencontract, nog voordat het op de hoogte was van zijn etniciteit. Ook werd zijn huidskleur nog niet geopenbaard bij de radiostations tijdens de eerste drie singles die hij uitbracht.
Nadat zijn huidskleur bekend werd, was het succes er niet minder om. Zijn derde single, Just between you and me, was de eerste die de hitlijsten bereikte en kwam in de top 10 van de Hot Country Singles te staan; zijn eerste elpee Country Charley Pride was meteen goed voor goud. Bij elkaar bereikten 52 singles de top 10 van de Hot Country Singles, waarvan 29 op nummer 1. Al in 1968 werd hij uitgenodigd om te komen zingen voor de Grand Ole Opry, maar hij zag hier aanvankelijk zelf steeds van af. Pas in 1993 trad hij toe tot de artiestenselectie van dit programma.
Naast zijn loopbaan als zanger was hij een succesvol vastgoedondernemer. Verder had hij een boekingskantoor van waaruit hij artiesten vertegenwoordigde als Dave & Sugar, Janie Fricke en Neal McCoy. Anders dan Jackie Robinson, de eerste Afro-Amerikaan die in de Major League Baseball meespeelde met daarna velen die hem volgden, was Pride geen baanbreker binnen de countrymuziek. Tot na zijn muziekcarrière is er nog steeds geen kleurling geweest die een superster werd in de countrymuziek. Jimmy Little lukte dit weliswaar wel enigszins, maar hij was niet van Afrikaanse maar van aborigal-komaf en bracht zijn platen uit in Australië.
Pride werd talloze malen onderscheiden, waaronder door de Country Music Association (CMA) als Entertainer van het Jaar (1971) en Zanger van het Jaar (1971 en 1972). Zes maal werd hij onderscheiden met een Grammy Award. In 1999 kreeg hij een ster in de Hollywood Walk of Fame en verder werd hij opgenomen in de Country Music Hall of Fame (2002), de Cowboy of Color Hall of Fame (2006) en de Mississippi Musicians Hall of Fame. De staat Mississippi reikte hem in 2008 de Lifetime Achievement Award uit.
Pride trad in 2020 nog op met het nummer Kiss an angel good mornin' en overleed aan het eind van het jaar in Dallas aan de gevolgen van Covid-19. Hij is 86 jaar oud geworden.

## Discografie

### Albums
- 1966 - Country Charley Pride
- 1967 - Pride of country music
- 1967 - The country way
- 1968 - Make mine country
- 1968 - Songs of Pride - Charley that is
- 1969 - Charley Pride - in person
- 1969 - The sensational Charley Pride
- 1969 - The best of Charley Pride
- 1970 - Just plain Charley
- 1970 - Charley Pride's tenth album
- 1970 - Christmas in my hometown
- 1971 - To all my wonderful fans from me to you
- 1971 - Did you think to pray
- 1971 - Charley Pride sings heart songs
- 1972 - The best of Charley Pride vol. 2
- 1972 - A suneshiny day with Charley Pride
- 1972 - The incomparable Charley Pride
- 1973 - Songs of love by Charley Pride
- 1973 - Sweet country
- 1973 - Amazing love

- 1974 - Country feelin'
- 1974 - Pride of America
- 1975 - Charley Pride in person
- 1975 - A decade of Charley Pride
- 1975 - Charley
- 1975 - That's my way
- 1975 - The happiness of having you
- 1976 - Favorites
- 1976 - Sunday morning with Charley Pride
- 1976 - The best of Charley Pride vol. 3
- 1977 - She's just an old love turned memory
- 1977 - I'm just me
- 1978 - Someone loves you honey
- 1978 - Burgers and fries
- 1979 - You're my Jamaica
- 1980 - There's a little bit of Hank in Me
- 1981 - Country music Charley Pride
- 1981 - Roll on Mississippi
- 1981 - Charley Pride's greatest hits
- 1982 - Charley sings everybody's choice
- 1982 - Charley Pride live

- 1983 - Country classics - Charley Pride
- 1983 - Night games
- 1984 - The power of love
- 1985 - Greatest hits, vol. 2
- 1986 - Back to the country
- 1986 - The best there is
- 1988 - I'm gonna love her on the radio
- 1988 - The best of Charley Pride, vol. 2
- 1989 - Moody woman
- 1991 - Classics with Pride
- 1991 - With love from Charley Pride vol. 1
- 1992 - With love from Charley Pride vol. 2
- 1993 - My 6 Latest & 6 Greatest
- 1994 - Platinum Pride greatest hits vol. I
- 1994 - Platinum Pride greatest hits vol. II
- 1996 - Classics with Pride
- 1996 - Charley Pride super hits
- 2001 - A tribute to Jim Reeves
- 2003 - Comfort of her wings
- 2011 - Choices

### Singles
| Jaar | Single                                        | Hot Country Singles | Billboard Hot 100 |
| ---- | --------------------------------------------- | ------------------- | ----------------- |
| 1966 | The snakes crawl at night                     | -                   | -                 |
| 1966 | Before I met you                              | -                   | -                 |
| 1966 | Just between you and me                       | 9                   | -                 |
| 1967 | I know one                                    | 6                   | -                 |
| 1967 | Does my ring hurt your finger                 | 4                   | -                 |
| 1967 | The day the world stood still                 | 4                   | -                 |
| 1968 | The easy part's over                          | 2                   | -                 |
| 1968 | Let the chips fall                            | 4                   | -                 |
| 1969 | Kaw-liga                                      | 3                   | 120               |
| 1969 | All I have to offer you (is me)               | 1                   | 91                |
| 1969 | (I'm so) Afraid of losing you again'          | 1                   | 74                |
| 1970 | Is anybody goin' to San Antone                | 1                   | 70                |
| 1970 | Wonder could I live there anymore             | 1                   | 87                |
| 1970 | I can't believe that you've stopped loving me | 1                   | 71                |
| 1971 | I'd rather love you                           | 1                   | 79                |
| 1971 | Let me live                                   | 21                  | 104               |
| 1971 | I'm just me                                   | 1                   | 94                |
| 1971 | Kiss an angel good mornin'                    | 1                   | 21                |
| 1972 | All his children (met Henry Mancini)          | 2                   | 92                |
| 1972 | It's gonna take a little bit longer           | 1                   | 102               |
| 1972 | She's too good to be true                     | 1                   | -                 |
| 1973 | A shoulder to cry on                          | 1                   | 101               |
| 1973 | Don't fight the feelings of love              | 1                   |                   |
| 1973 | Amazing love                                  | 1                   | -                 |
| 1974 | We could                                      | 3                   | -                 |
| 1974 | Mississippi cotton picking delta town         | 3                   | 70                |
| 1974 | Then who am I                                 | 1                   | -                 |
| 1975 | I ain't all bad                               | 6                   | 101               |
| 1975 | Hope you're feelin' me (like i'm feelin' you) | 1                   | -                 |
| 1975 | The happiness of having you                   | 3                   | -                 |
| 1976 | My eyes can only see as far as you            | 1                   | -                 |
| 1976 | A whole lotta things to sing about            | 2                   | -                 |
| 1977 | She's just an old love turned memory          | 1                   | -                 |
| 1977 | I'll be leaving alone                         | 1                   | -                 |
| 1977 | More to me                                    | 1                   | -                 |
| 1978 | Someone loves you honey                       | 1                   | -                 |
| 1978 | When I stop leavin' (I'll be gone)            | 3                   | -                 |
| 1978 | Burgers and fries                             | 2                   | -                 |
| 1979 | Where do I put her memory                     | 1                   | -                 |
| 1979 | You're my Jamaica                             | 1                   | -                 |
| 1979 | Missin' you                                   | 2                   | -                 |
| 1980 | Honky tonk blues                              | 1                   | -                 |
| 1980 | You win again                                 | 1                   | -                 |
| 1980 | You almost slipped my mind                    | 4                   | -                 |
| 1981 | Roll on Mississippi                           | 7                   | -                 |
| 1981 | Never been so loved (in all my life)          | 1                   | -                 |
| 1981 | Mountain of love                              | 1                   | -                 |
| 1982 | I don't think she's in love anymore           | 2                   | -                 |
| 1982 | You're so good when you're bad                | 1                   | -                 |
| 1982 | Why baby why                                  | 1                   | -                 |
| 1983 | More and more                                 | 7                   | -                 |
| 1983 | Night games                                   | 1                   | -                 |
| 1983 | Ev'ry heart should have one                   | 2                   | -                 |
| 1984 | The power of love                             | 9                   | -                 |
| 1984 | Missin' Mississippi                           | 32                  | -                 |
| 1985 | Down on the farm                              | 25                  | -                 |
| 1985 | Let a little love come in                     | 34                  | -                 |
| 1985 | The best there is                             | 75                  | -                 |
| 1986 | Love on a blue rainy day                      | 74                  | -                 |
| 1987 | Have I got some blues for you                 | 14                  | -                 |
| 1987 | If you still want a fool around               | 31                  | -                 |
| 1987 | Shouldn't it be easier than this              | 5                   | -                 |
| 1988 | I'm gonna love her on the radio               | 13                  | -                 |
| 1988 | Where was I                                   | 49                  | -                 |
| 1989 | White houses                                  | 49                  | -                 |
| 1989 | The more I do                                 | 77                  | -                 |
| 1989 | Amy's eyes                                    | 28                  | -                 |
| 1990 | Moody woman                                   | -                   | -                 |
| 1990 | Whole lotta love on the line                  | -                   | -                 |
| 1993 | Just for the love of it                       | -                   | -                 |
| 1994 | For today (met Hal Ketchum)                   | -                   | -                 |
| 2011 | Except for you                                | -                   | -                 |

### Muziekvideo's
| Jaar | Video                        | Regisseur     |
| ---- | ---------------------------- | ------------- |
| 1983 | Ev'ry heart should have one  |               |
| 1989 | The more I do                |               |
| 1989 | Amy's eyes                   |               |
| 1990 | Moody woman                  | George Deaton |
| 1991 | Whole lotta love on the line |               |
| 1993 | Just for the love of it      | Jim Wheeler   |
| 1994 | For today (met Hal Ketchum)  | Tom Denolf    |

- Bibliothèque nationale de France: cb138986770 (data)
- Catàleg d'autoritats de noms i títols de Catalunya: 981058526310306706
- Gemeinsame Normdatei: 119254301
- International Standard Name Identifier: 0000 0001 1466 1385
- Library of Congress Control Number: n83177460
- Nationale Bibliotheek van Letland: 000313499
- MusicBrainz: 1c1de177-984d-4208-9177-ca94f8776a39
- Nationale Bibliotheek van Tsjechië: xx0089010
- Nederlandse Thesaurus van Auteursnamen: 100363342
- Istituto Centrale per il Catalogo Unico: DDSV016602
- SNAC: w6pz56x5
- Système universitaire de documentation: 162051492
- Virtual International Authority File: 2657430